# Dimítriosz Golémisz
Dimítriosz Golémisz (Görögország, Leukada, 1874. november 15. – 1941. január 9.) olimpiai bronzérmes görög atléta.
A legelső újkori nyári olimpián, az 1896. évi nyári olimpiai játékokon, Athénban indult atlétikában, kettő versenyszámban: a 800 méteres síkfutásban és 1500 méteres síkfutásban. 800 méteren bronzérmes lett.